# Robert Dinwiddie
Robert Dinwiddie (1693 – Bristol, 27 luglio 1770) è stato un politico britannico amministratore coloniale.
Dinwiddie fu tenente governatore della colonia della Virginia dal 1751 al 1758, prima sotto il governatore Willem van Keppel e poi, da luglio 1756 a gennaio 1758, come vice di John Campbell. Dato che in quel periodo i governatori erano quasi sempre assenti, fu de facto a capo della colonia per buona parte del tempo

## Guerra franco-indiana
L'operato di Dinwiddie da tenente governatore viene spesso definito come acceleratore della guerra franco-indiana. Voleva limitare l'espansione francese in Ohio, un'area reclamata dalla colonia della Virginia ed in cui l'Ohio Company, di cui era azionista, aveva fatto sopralluoghi preliminari e piccoli insediamenti.
Nel 1753 Dinwiddie scoprì che i francesi avevano costruito Fort Presque Isle nei pressi del lago Erie e Fort Le Boeuf, che considerava una minaccia per gli interessi della Virginia nella valle dell'Ohio. Mandò una spedizione di otto uomini guidati da George Washington ad chiedere ai francesi di ritirarsi. Washington, allora solo ventunenne, fece il viaggio nell'inverno del 1753-1754. Washington giunse a Fort Le Boeuf l'11 dicembre 1753. Jacques Legardeur de Saint-Pierre, comandante di Fort Le Boeuf e veterano dell'ovest, ricevette Washington educatamente, ma nel contempo ne rifiutò l'ultimatum.
Jacquess Saint-Pierre concesse a Washington tre giorni di ospitalità presso il forte prima di consegnargli una lettera da consegnare a Dinwiddie. Nella lettera si ordinava al governatore della Virginia di inviare la richiesta al maggior generale della Nuova Francia, nella capitale di Québec.
Nel gennaio 1754, ancora prima di sapere del rifiuto francese, Dinwiddie mandò un piccolo esercito di milizie della Virginia a costruire un forte alla biforcazione del fiume Ohio, nel punto in cui i fiumi Allegheny e Monongahela si univano per dare vita all'Ohio (dove oggi sorge Pittsburgh). I francesi cacciarono i britannici e costruirono nello stesso punto una fortezza più grande, chiamato Fort Duquesne in onore del marchese de Duquesne recentemente diventato governatore della Nuova Francia.
All'inizio della primavera del 1754 Dinwiddie mandò Washington a costruire una strada per il Monongahela. Dopo aver attaccato i francesi nella battaglia di Jumonville Glen Washington si ritirò e costruì il piccolo Fort Necessity in un punto chiamato "Great Meadows" sul fiume Youghiogheny, 17 km a sudest dell'odierna Uniontown. Qui si scontrò con i francesi il 3 luglio 1754 e fu obbligato ad arrendersi. Dinwiddie riunì le difese delle altre colonie contro la Francia e fornì al generale Edward Braddock in Virginia due reggimenti di truppe regolari.
L'amministrazione di Dinwiddie fu segnata da frequenti disaccordi con l'Assemblea su questioni finanziarie. Nel gennaio 1758 lasciò la Virginia per trasferirsi in Inghilterra finché non morì a Clifton, Bristol.

## Retaggio
La contea di Dinwiddie in Virginia, 45 km a sud di Richmond, prende il nome da Robert Dinwiddie. Dinwiddie Hall, un dormitorio del College di William e Mary, prende da lui il nome.